# Bracknell (circonscription du Parlement britannique)
Circonscription parlementaire de la Chambre des communes
La circonscription de Bracknell est une circonscription parlementaire située dans le Berkshire et représentée à la Chambre des communes du Parlement britannique.

## Members of Parliament
| Élection | Élection | Membre           | Membre            | Parti        |
| -------- | -------- | ---------------- | ----------------- | ------------ |
|          | 1997     | Andrew MacKay    |                   | Conservateur |
|          | 2010     | Dr Phillip Lee   |                   | Conservateur |
|          | 2019     | Dr Phillip Lee   | Libéral Démocrate |              |
|          | 2019     | James Sunderland |                   | Conservateur |

## Élections

### Élections dans les années 2010
| Parti         | Parti                | Candidat             | Voix   | %    | ±   |
| ------------- | -------------------- | -------------------- | ------ | ---- | --- |
|               | Conservateur         | James Sunderland     | 31,894 | 58,7 | 0.1 |
|               | Travailliste         | Paul Bidwell         | 12,065 | 22,2 | 8.0 |
|               | Libéral Démocrate    | Kaweh Beheshtizadeh  | 7,749  | 14,3 | 6.8 |
|               | Green                | Derek Florey         | 2,089  | 3,8  | N/A |
|               | Indépendant          | Olivio Barreto       | 553    | 1,0  | 0.2 |
| Majorité      | Majorité             | Majorité             | 19,829 | 36,5 | 7.9 |
| Participation | Participation        | Participation        | 54,350 | 68,6 | 2.0 |
|               | Conservateur retenir | Conservateur retenir | Swing  | 3.9  |     |

| Parti         | Parti                | Candidat             | Voix   | %    | ±     |
| ------------- | -------------------- | -------------------- | ------ | ---- | ----- |
|               | Conservateur         | Phillip Lee          | 32,882 | 58,8 | +3.1  |
|               | Travailliste         | Paul Bidwell         | 16,886 | 30,2 | +13.3 |
|               | Libéral Démocrate    | Patrick Smith        | 4,186  | 7,5  | +0.03 |
|               | UKIP                 | Len Amos             | 1,521  | 2,7  | −13.0 |
|               | Indépendant          | Olivio Barreto       | 437    | 0,8  | N/A   |
| Majorité      | Majorité             | Majorité             | 16,016 | 28,7 | −10.2 |
| Participation | Participation        | Participation        | 55,892 | 70,6 | +5.3  |
|               | Conservateur retenir | Conservateur retenir | Swing  | −5.1 |       |

| Parti         | Parti                | Candidat             | Voix   | %    | ±     |
| ------------- | -------------------- | -------------------- | ------ | ---- | ----- |
|               | Conservateur         | Phillip Lee          | 29,606 | 55,8 | +3.4  |
|               | Travailliste         | James Walsh          | 8,956  | 16,9 | +0.1  |
|               | UKIP                 | Richard Thomas       | 8,339  | 15,7 | +11.3 |
|               | Libéral Démocrate    | Patrick Smith        | 3,983  | 7,5  | −14.8 |
|               | Green                | Derek Florey         | 2,202  | 4,1  | +2.6  |
| Majorité      | Majorité             | Majorité             | 20,650 | 38,9 | +8.8  |
| Participation | Participation        | Participation        | 53,086 | 65,3 | −2.6  |
|               | Conservateur retenir | Conservateur retenir | Swing  |      |       |

| Parti         | Parti                    | Candidat             | Voix   | %    | ±     |
| ------------- | ------------------------ | -------------------- | ------ | ---- | ----- |
|               | Conservateur             | Phillip Lee          | 27,327 | 52,4 | +2.5  |
|               | Libéral Démocrate        | Raymond Earwicker    | 11,623 | 22,3 | +4.5  |
|               | Travailliste             | John Piasecki        | 8,755  | 16,8 | −11.1 |
|               | UKIP                     | Murray Barter        | 2,297  | 4,4  | +0.9  |
|               | BNP                      | Mark Burke           | 1,253  | 2,4  | N/A   |
|               | Green                    | David Young          | 821    | 1,6  | N/A   |
|               | Scrap Members Allowances | Dan Haycocks         | 60     | 0,1  | N/A   |
| Majorité      | Majorité                 | Majorité             | 15,704 | 30,1 | +6.6  |
| Participation | Participation            | Participation        | 52,140 | 67,8 | +5.1  |
|               | Conservateur retenir     | Conservateur retenir | Swing  | −1.0 |       |

### Élections dans les années 2000
| Parti         | Parti                | Candidat             | Voix   | %    | ±    |
| ------------- | -------------------- | -------------------- | ------ | ---- | ---- |
|               | Conservateur         | Andrew MacKay        | 25,412 | 49,7 | +3.1 |
|               | Travailliste         | Janet Keene          | 13,376 | 26,2 | −6.8 |
|               | Libéral Démocrate    | Lee Glendon          | 10,128 | 19,8 | +2.7 |
|               | UKIP                 | Vincent Pearson      | 1,818  | 3,6  | +1.0 |
|               | Indépendant          | Dominica Roberts     | 407    | 0,8  | N/A  |
| Majorité      | Majorité             | Majorité             | 12,036 | 23,5 | +9.9 |
| Participation | Participation        | Participation        | 51,141 | 63,4 | +2.7 |
|               | Conservateur retenir | Conservateur retenir | Swing  | +5.0 |      |

| Parti         | Parti                | Candidat             | Voix   | %    | ±     |
| ------------- | -------------------- | -------------------- | ------ | ---- | ----- |
|               | Conservateur         | Andrew MacKay        | 22,962 | 46,6 | −0.7  |
|               | Travailliste         | Janet Keene          | 16,249 | 33,0 | +3.2  |
|               | Libéral Démocrate    | Raymond Earwicker    | 8,428  | 17,1 | +1.7  |
|               | UKIP                 | Lawrence Boxall      | 1,266  | 2,6  | +1.6  |
|               | ProLife Alliance     | Dominica Roberts     | 324    | 0,7  | +0.2  |
| Majorité      | Majorité             | Majorité             | 6,713  | 13,6 | -4.0  |
| Participation | Participation        | Participation        | 49,229 | 60,7 | −13.8 |
|               | Conservateur retenir | Conservateur retenir | Swing  | −2.0 |       |

### Élections dans les années 1990
| Parti         | Parti                                  | Candidat         | Voix   | %    | ±   |
| ------------- | -------------------------------------- | ---------------- | ------ | ---- | --- |
|               | Conservateur                           | Andrew MacKay    | 27,983 | 47,4 | N/A |
|               | Travailliste                           | Anne Snelgrove   | 17,596 | 29,8 | N/A |
|               | Libéral Démocrate                      | Alan Hilliar     | 9,122  | 15,4 | N/A |
|               | Indépendant                            | John Tompkins    | 1,909  | 3,2  | N/A |
|               | Référendum                             | Warwick Cairns   | 1,636  | 2,8  | N/A |
|               | UKIP                                   | Lawrence Boxall  | 569    | 1,0  | N/A |
|               | ProLife Alliance                       | Dominica Roberts | 276    | 0,5  | N/A |
| Majorité      | Majorité                               | Majorité         | 10,387 | 17,6 | N/A |
| Participation | Participation                          | Participation    | 59,091 | 74,5 | N/A |
|               | Conservateur vainqueur (nouveau siège) |                  |        |      |     |